# Marietje Jan de Gortersdochter
Marietje Jan de Gortersdochter, död 1539, var en nederländsk anabaptist. 
Hon var gift med köpmannen Joris van Amersfoort och mor till anabaptisten David Joris. Hon avrättades för kätteri genom halshuggning i Delft. Hon blev betraktad som en anabaptistisk martyr. 